# T. J. Klune

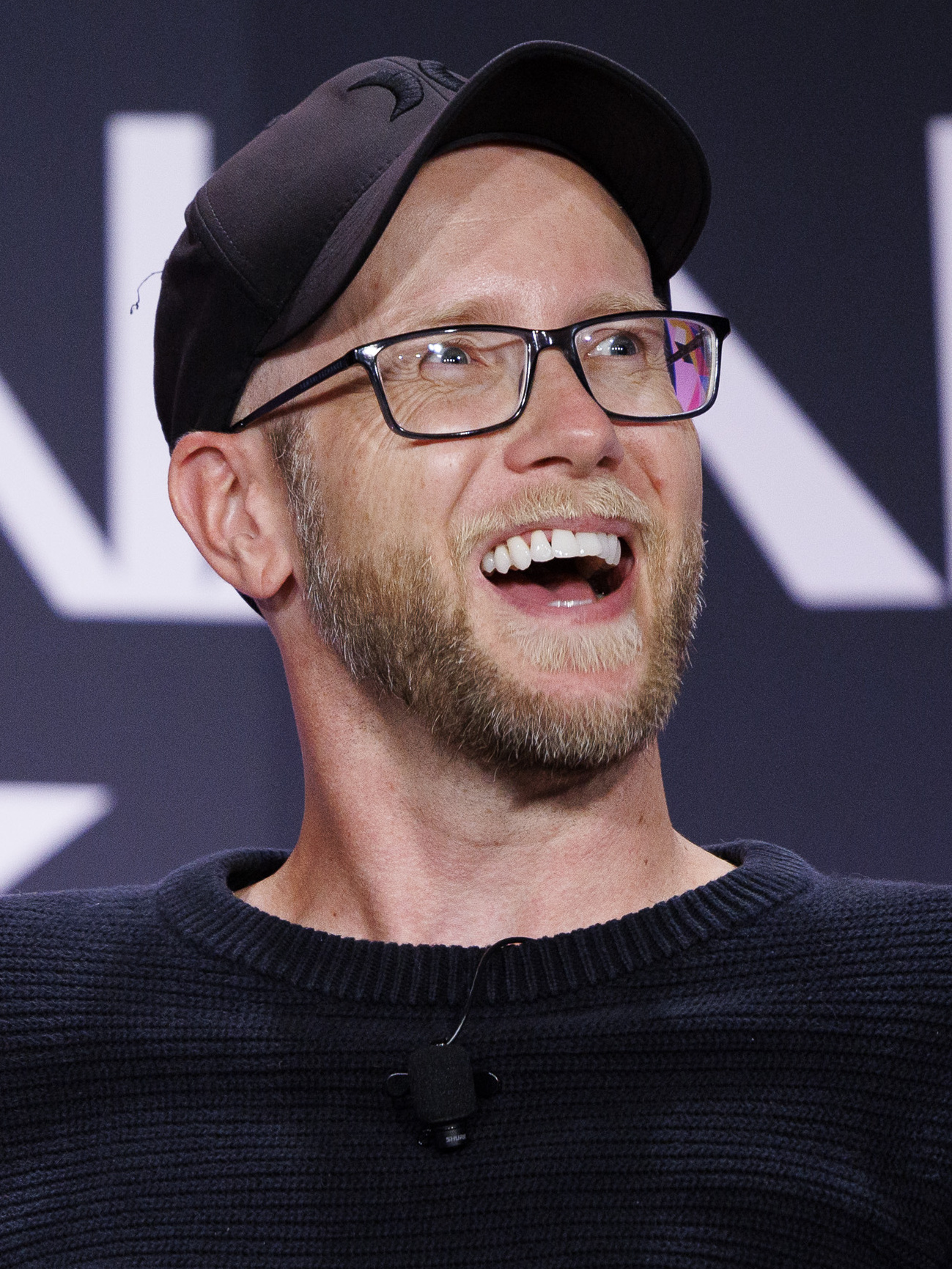
T. J. Klune

T. J. Klune, auch TJ Klune, (* 20. Mai 1982 in Roseburg, Oregon) ist ein US-amerikanischer Schriftsteller.

## Leben
Klune wuchs in seiner Geburtsstadt Roseburg in Oregon auf.
Er begann bereits in seiner Kindheit mit dem Verfassen eigener Geschichten, arbeitete aber nach seiner Schulzeit zunächst als Schadensregulierer bei einer Versicherung,
bevor er 2016 finanziell unabhängig wurde und sich seitdem vollständig dem Schreiben widmet.
Klune ist ein äußerst produktiver Autor. Im Jahr 2018 hatte er mit 36 Jahren bereits 20 Romane verfasst.
Regelmäßig veröffentlicht er innerhalb kurzer Abstände neue Romane, etwa 3 bis 4 pro Jahr.
Klune berichtet offen über seine erlebten Erfahrungen mit Asexualität, Queerness und Neurodiversität, was auch Einfluss auf seine Geschichten hat. Die historische Abwesenheit dieser Gruppen in fiktiven Werken hat die Gestaltung der Charaktere in seinen Geschichten beeinflusst.
Klune verlobte sich 2013 auf der Literaturkonferenz GayRomLit in Atlanta mit dem Schriftsteller Eric Arvin, nachdem die beiden sich ein Jahr zuvor auf der Konferenz kennengelernt hatten. Arvin starb 2016 nach langer Krankheit.

## Auszeichnungen
- 2014: Lambda Literary Award für „Into This River I Drown“ in der Kategorie Gay Romance[11]
- 2021: Mythopoeic Award für „The House in the Cerulean Sea“ in der Kategorie Adult Literature[12]
- 2021: Alex Award für „The House in the Cerulean Sea“ für ein Buch für Erwachsene, das eine besondere Attraktivität auf Jugendliche ausübt[13]

## Bibliographie (Auswahl)
- Bear, Otter, and the Kid, (C) TJ Klune 2011
  - deutsch: Bär, Otter und der Junge, Dreamspinner Press 2016, ISBN 978-1-63477-199-3
- Tell Me It's Real, (c) TJ Klune 2013
  - deutsch: Sag mir, dass es wahr ist, Dreamspinner press; ISBN 978-1-63533-271-1
- The Queen and the Homo Jock King, (C) TJ Klune 2016
  - deutsch: Die Queen und der Homo Jock King, Dreamspinner Press, ISBN 978-1-63533-971-0
- Until You, (C) TJ Klune 2017
  - deutsch: Mr. & Mr. Auster, Dreamspinner Press, ISBN 978-1-63533-915-4
- Into This River I Drown, Dreamspinner Press, Tallahassee 2013, ISBN 978-1-62380-408-4.
- The House in the Cerulean Sea, TOR, New York 2020, ISBN 978-1-250-21728-8.
  - deutsch: Mr. Parnassus’ Heim für magisch Begabte, dt. von Charlotte Lungstrass-Kapfer, Heyne Verlag, München 13. April 2021. ISBN 978-3-453-32136-6.
- Under the Whispering Door, TOR, New York 2021, ISBN 978-1-250-21734-9.
  - deutsch: Das unglaubliche Leben des Wallace Price, dt. von Michael Pfingstl, Heyne Verlag, München 11. April 2022. ISBN 978-3-453-32146-5.
- In the Lives of Puppets, TOR, New York 2023, ISBN 978-1-250-21744-8.
  - deutsch: Die unerhörte Reise der Familie Lawson, dt. von Michael Pfingstl, Heyne Verlag, München 11. Mai 2023. ISBN 978-3-453-32145-8.
- Somewhere Beyond the Sea, TOR, New York 2020, ISBN 978-1-250-88120-5.
  - deutsch: Jenseits des Ozeans, dt. von Michael Pfingstl, Heyne Verlag, München 13. November 2024. ISBN 978-3-453-32333-9.

The Extraordinaries
- The Extraordinaries, Book 1, TOR, New York 14. Juli 2020, ISBN 978-1-250-20365-6.	
  - deutsch: The Extraordinaries. Die Außergewöhnlichen, dt. von Charlotte Lungstrass-Kapfer, Heyne Verlag, München 11. April 2024, ISBN 978-3-453-27478-5.
- The Extraordinaries, Book 2. Flash Fire, Macmillan, New York 13. Juli 2021, ISBN 978-1-250-20368-7.	
  - deutsch: The Extraordinaries, Band 2. Neue Helden, dt. von Michael Pfingstl, Heyne Verlag, München 12. Juni 2024, ISBN 978-3-453-27479-2.
- The Extraordinaries, Book 3. Heat Wave, Macmillan, New York 19. Juli 2022, ISBN 978-1-250-20373-1. 9781250203731	
  - deutsch: The Extraordinaries, Band 3. Alte Geheimnisse, dt. von Michael Pfingstl, Heyne Verlag, München 11. September 2024, ISBN 978-3-453-27480-8.